# Broadalbin (Nueva York)
Broadalbin es un pueblo ubicado en el condado de Fulton en el estado estadounidense de Nueva York. En el año 2000 tenía una población de 5.066 habitantes y una densidad poblacional de 61.7 personas por km².

## Geografía
Broadalbin se encuentra ubicado en las coordenadas 43°3′17″N 74°11′34″O / 43.05472, -74.19278.

## Demografía
Según la Oficina del Censo en 2000 los ingresos medios por hogar en la localidad eran de $40,417, y los ingresos medios por familia eran $44,957. Los hombres tenían unos ingresos medios de $34,263 frente a los $25,500 para las mujeres. La renta per cápita para la localidad era de $18,575. Alrededor del 5.2% de la población estaban por debajo del umbral de pobreza.